# Colorado Ballet
Il Colorado Ballet comprende una compagnia di danza classica di 30 membri interpreti professionisti, una compagnia di studio per studenti di danza avanzati, una Accademia ed un reparto di formazione e di sensibilizzazione. Con sede nel centro di Denver, in Colorado, il Colorado Ballet serve più di 100.000 clienti ogni anno.
La compagnia professionale si esibisce principalmente alla Ellie Caulkins Opera House nel Complesso delle Arti dello Spettacolo di Denver e dà uno spettacolo ogni anno, al Centro per le Arti dello Spettacolo Robert e Judi Newman, presso l'Università di Denver. Il Colorado Ballet si esibisce in balletti classici e opere contemporanee. L'Orchestra del Colorado Ballet si esibisce con la Compagnia all'Ellie Caulkins Opera House, in tre o quattro produzioni all'anno.
Con un budget annuale operativo superiore a $ 7.3 milioni, la compagnia impiega più di 150 persone sia a tempo pieno che a tempo parziale durante l'anno.
Il Colorado Ballet ha ricevuto il Premio Colorado Masterpieces 2009. Come parte del premio, il Colorado Ballet è andato in tour in Colorado nella stagione 2009-2010 come una parte dell'iniziativa American Masterpieces: Three Centuries of Artistic Genius, finanziato dal Consiglio del Colorado per le Arti.
Durante il 2010-2011, Colorado Ballet ha celebrato il suo 50º anniversario.
Nel 2013, in Colorado Ballet ha acquistato un edificio nel quartiere delle Arti di Denver a Santa Fe. La compagnia si trasferì nella nuova sede nel mese di agosto del 2014.

## Storia
Nel 1961 Lillian Covillo e Freidann Parker fondarono il Colorado Concert Ballet, per mettere in mostra gli studenti di talento ai quali avevano insegnato nella loro scuola di danza. La loro prima produzione, Lo schiaccianoci, fece il tutto esaurito nel Teatro Bonfils di Denver. Nel 1978 il Colorado Concert Ballet impiegava 16 uomini e donne e raggiunse il pieno status professionale. Il consiglio aumentò il budget annuale di $ 100.000 e raffinò il nome della compagnia. Fu così che nacque il Colorado Ballet. Nel 1987 Parker e Covillo condussero una ricerca a livello nazionale, a proprie spese, per un nuovo direttore artistico. Con la scelta di Martin Fredmann cambiarono il corso del Colorado Ballet.
Alla fine del 1980, l'economia in ritardo di Denver costrinse il Colorado Ballet a far propria una tendenza nazionale emergente tra le compagnie di danza e di conseguenza stipulò un'alleanza con il Tampa Ballet. Per mezzo della condivisione delle spese l'alleanza permise alle compagnie di sviluppare un prodotto artistico eccellente con la riduzione del rischio finanziario. Nel 1990 il Colorado Ballet raggiunse una maggiore stabilità finanziaria e il riconoscimento della comunità, in modo che l'alleanza fu interrotta per consentire una migliore crescita futura della compagnia di Denver. La decisione ristabilì il Colorado Ballet come una compagnia residente.
Per diciotto anni la società è cresciuta fino alle dimensioni di una compagnia di balletto regionale, rispettata e riconosciuta per il suo ampio repertorio. Nel marzo 2006 Gil Boggs, ex ballerino dell'American Ballet Theatre, fu assunto come nuovo direttore artistico.
Nel giugno 2012, in Colorado ballett fece un'esibizione al Gotham Dance Festival nel Joyce Theater di New York.

## Responsabili artistici
La direzione artistica del Colorado Ballet comprende (dalla stqagione 2014-2015):
- Direttore artistico: Gil Boggs, ex ballerino dell'American Ballet Theatre
- Maestre di Balletto: Lorita Travaglia, Sandra Brown
- Direttore Musicale/Direttore Principale: Adam Flatt
- Direttore Associato: Catherine Sailer
- Pianista della Compagnia: Natalia Arefieva
- Direttore dell'Accademia: Valerie Madonia

## Danzatori
Il Colorado Ballet è composto da 30 ballerini professionisti provenienti da tutto il mondo (a partire dalla stagione 2015-2016):

### Danzatori Principali
- Dana Benton
- Chandra Kuykendall
- Domenico Luciano
- Maria Mosina
- Yosvani Ramos
- Alexei Tyukov
- Sharon Wehner

### Solisti
- Morgan Buchanan
- Shelby Dyer
- Francisco Estevez
- Asuka Sasaki
- Kevin Gael Thomas

### Corpo di Ballo
- Joshua Allenback
- Ariel Breitman
- Emily Dixon
- Kevin Hale
- Tracy Jones
- Bryce Lee
- Christophor Moulton
- Fernanda Oliveira
- Sean Omandam
- Emily Speed
- Sarah Tryon
- Luis Valdes
- Ben Winegar
- Melissa Zoebisch

### Apprendisti
- Arianna Ciccarelli
- Mackenzie Dessens
- Regan Kucera
- Kristine Padgett
- Tyler Rhoads

### Compagnia Studio
La Compagnia Studio è un programma di formazione pre-professionale; i membri sono selezionati con un provino. Il programma è progettato per offrire la formazione ai giovani ballerini ed un'esperienza di lavoro con una compagnia professionale. I membri 2016-2017 della Compagnia Studio sono Amber Ball, Katie Buckmiller, Brianna Crockett, Kelly Dornan, Riko Fujita, Tracy Fuller, Molly Huempfner, Sara Jumper, Molly Klug, Reagan Lawthers, Toni Martin, Francesca Martoccio, Leah McFadden, Sophie Moffat, Georgina Ocampo, Michael Pell, Camille Robinson, Vara Shiva Reom, Macie Rowe, Brendan Rupp, Ian Santiago, Hannah Stolrow, Marie Tender, Sara VanderVoort e Claire Wilson.

## Stagione 2016–2017
La stagione del Colorado Ballett 2016-2017 si aprirà il 7 ottobre 2017.
Il lago dei cigni (coreografia ispirata a Marius Petipa e Lev Ivanov preparata e aggiornata dagli ex ballerini principali dell'American Ballet Theatre Amanda McKerrow, John Gardner e Sandra Brown, maestra di ballo al Colorado Ballet, musica di Tchaikovsky).
Lo schiaccianoci (coreografia ispirata a Marius Petipa, musica di P. I. Tchaikovsky).
Balletto MasterWorks (comprende L'uccello di fuoco coreografia di Yuri Possokhov, musiche di Igor Stravinsky; Serenade coreografia di George Balanchine, musica di Tchaikovsky P.I. e Petite Mort coreografie di Jiří Kylián, musiche di Wolfgang Amadeus Mozart).
La sirenetta (coreografia di Lynne Taylor-Corbett, musiche di Michael Moricz), apertura con Concerto per Violino n. 1 di Bruch, coreografia di Clark Tippet, musiche di Max Bruch).

## Stagione 2015–2016
La stagione del Colorado Ballett 2015-2016 ha aperto il 2 ottobre 2015.
La Sylphide (coreografia di August Bournonville, musiche di Herman Severin Løvenskiol).
Lo schiaccianoci (coreografia ispirata a Marius Petipa, musica di Tchaikovsky).
Alice in Wonderland (coreografia di Septime Webre, musica di Matthew Pierce).
Balletto Scelta del Direttore (comprende L'Angelo di Buenos Aires di Lorita Travaglia, Wolfgang (per Webb) di Dominic Walsh, Light Rain pas de deux di Gerald Arpino e It's Not a Cry, pas de deux di Amy Seiwert).

## Stagione 2014–2015
La stagione 2014-2015 del Colorado Ballett è stata aperta il 26 settembre 2014.
Sogno di una notte di mezza estate (coreografia di Christopher Wheeldon, musica di Felix Mendelssohn).
Dracula (coreografia di Michael Pink, musiche di Philip Feeney).
Lo schiaccianoci (coreografia ispirata a Marius Petipa, musica di Tchaikovsky).
Il Balletto MasterWorks, comprende il Concerto Barocco, coreografia di George Balanchine, musica di Johann Sebastian Bach; balletto Fancy Free, coreografia di Jerome Robbins, musiche di Leonard Bernstein, e un nuovo lavoro.
Pierino e il lupo, coreografia di Michael Smuin, musica di Sergej Prokof'ev, apertura con il Concerto per violino n. 1 di Bruch, coreografia di Clark Tippet, musiche di Max Bruch.

## Stagione 2013–2014
Giselle (musica di Adolphe Adam)
Lo schiaccianoci (musica di Tchaikovsky)
Cinderella (musica di Prokofiev)
Scelta del Direttore: Traveling Alone con la coreografia di Amy Seiwert; Festa degli Dei di Edwaard Liang e un nuovo lavoro.

## Stagione 2012–2013
La bella addormentata (coreografia di Marius Petipa, musica di Tchaikovsky)
Lo schiaccianoci (musica di Tchaikovsky)
Balletto MasterWorks: comprende La sagra della primavera di Igor Stravinsky con la coreografia di Glen Tetley, Tema e Variazioni di George Balanchine con musica di Tchaikovsky, ed un nuovo lavoro di Val Caniparoli col San Francisco Ballet.
Light/The Holocaust and Humanity Project, coreografia di Stephen Mills del Balletto Austin.

## Stagione 2011–2012
Il lago dei cigni: coreografia di Marius Petipa e Lev Ivanov, musica di Tchaikovsky.
Lo schiaccianoci: musiche di Tchaikovsky.
Peter Pan: coreografia di Michael Pink, musiche di Philip Feeney.
Tribute: coreografia di Emery LeCrone, Jodie Gates e Amy Seiwert.

## Stagione 2010–2011
Triplo Cartellone di Anniversario: Festa degli dei - coreografia di Edwaard Liang, ... sorridere con il cuore - coreografia di Lar Lubovitch e The Faraway - coreografia di Matthew Neenan.
Dracula: coreografia di Michael Rosa, musiche di Philip Feeney.
Lo schiaccianoci: musica di Tchaikovsky.
Romeo e Giulietta: coreografia di Alun Jones.

## Stagione 2009–2010
Great Galloping Gottschalk: coreografia di Lynne Taylor-Corbett, musica di Louis Moreau Gottschalk.
Rodeo: coreografia di Agnes de Mille, musiche di A. Copland.
Don Chisciotte: coreografia di Marius Petipa, musica di Ludwig Minkus
Lo schiaccianoci: musica di Tchaikovsky.
La Bella e la Bestia: coreografia di Domy Reiter-Soffer, musiche di Seen-yee Lam.
Echoing of Trumpets: coreografia di Antony Tudor.
Celti: coreografia di Lila York.

## Repertorio
Fin dal 1961 Lo Schiaccianoci è stato nel repertorio del Colorado Ballet ad ogni stagione estiva. Anche se è essenzialmente una compagnia di danza classica, il suo repertorio spazia dai balletti classici ai contemporanei.
| Balletto                               | Coreografo                                                                            | Compositore |
| -------------------------------------- | ------------------------------------------------------------------------------------- | --- |
| "...smile with my heart"               | L. Lubovitch                                                                          | M. Laird (Fantasie on Themes by R. Rodgers)                                                                                            |
| Il pomeriggio di un fauno              | V. Nijinsky, staged by I. Youskevitch                                                 | C. Debussy |
| Alice in wonderland                    | S. Webre                                                                              | M. Pierce |
| Among Silken Cords                     | L. Wymmer                                                                             | W.A. Mozart |
| Apollo                                 | G. Balanchine, staged by P.Neary                                                      | I. Stravinsky |
| Appalachian Spring                     | M. Graham, staged by T. Capuccilli, J. Herring, J. Eibler                             | A. Copland |
| Archetypes                             | E. LeCrone                                                                            | T. Riley |
| Ave Maria                              | D. Rhoden                                                                             | Giulio Caccini, vocals by Kagen Paley                                                                                                  |
| A Little Love                          | M. Fredmann                                                                           | Songs sung by Nina Simone |
| Beauty and the Beast                   | M. Fredmann                                                                           | M. Ravel |
| Billy the Kid                          | E. Loring, staged by H. Sayette                                                       | A. Copland |
| Bruch Violin Concerto n. 1             | C. Tippet                                                                             | M. Bruch |
| Buffalo Bill's Saloon                  | A. Erb                                                                                | R. Jarboe, performed by Tim and Molly O'Brien                                                                                          |
| Carmina Burana                         | G. Gonzales, P. Renzetti, J. Wallace                                                  | C. Orff |
| Celts                                  | L. York                                                                               | Traditional Irish music |
| Centennial Suite                       | M. Fredmann                                                                           | R. Thompson |
| Cinderella (3 atti)                    | M. Fredmann                                                                           | S. Prokofiev |
| Company B                              | P. Taylor, staged by R. Andrien                                                       | Songs recorded by The Andrews Sisters                                                                                                  |
| Concerto Barocco                       | G. Balanchine, staged by P. Neary                                                     | J.S. Bach |
| Configurations                         | C. Goh, staged by J. Schergen                                                         | S. Barber |
| Coppélia                               | M. Fredmann                                                                           | L. Delibes |
| Cry and Silence                        | M. Murdmaa                                                                            | K. Sink |
| Diana and Actaeon (pas de deux)        | A. Vaganova                                                                           | C. Pugni |
| De Profundis                           | J. Lang                                                                               | Arvo Pärt |
| Don Chisciotte (3 Atti)                | M. Petipa/ A. Gorsky                                                                  | L. Minkus |
| Dracula                                | M. Pink                                                                               | P. Feeney |
| Dreamspace                             | M. Fredmann                                                                           | G. Mahler, W. Piston, H. Hanson, C. Ives, S. Coleridge-Taylor, A. Hovhaness                                                            |
| The Dying Swan                         | M. Fokine, staged by N. Krassovska                                                    | C. Saint-Saens |
| Earth Tribe                            | R. Harris                                                                             | D. Ross; Romanthony |
| Echoing of Trumpets                    | A. Tudor                                                                              | B. Martinu |
| Elysium                                | T. Korobeynikova                                                                      | Meredith Monk and Kronos Quartet |
| Embellish                              | Jodie Gates                                                                           | Wolfgang Amadeus Mozart |
| Façade                                 | F. Ashton, staged by A. Grant                                                         | W. Walton |
| Feast of the Gods                      | E. Liang                                                                              | O. Respighi |
| L'uccello di fuoco                     | Y. Possokhov                                                                          | I. Stravinsky |
| Flames of Paris (assolo)               | J. Lang                                                                               | R. Schumann |
| Giselle (2 Atti)                       | J. Perrot/J. Coralli, staged by Gil Boggs                                             | A. Adam |
| Great Galloping Gottschalk             | Lynne Taylor-Corbett, staged by Jeff Gribler                                          | Louis Moreau Gottschalk |
| Il gobbo di Notre Dame                 | T. Ishida                                                                             | C. Pugni |
| Il gobbo di Notre Dame                 | M. Pink                                                                               | P. Feeney |
| In the Upper Room                      | T. Tharp, staged by S. Washington                                                     | P. Glass |
| Inversion                              | J. Wallace                                                                            | S. Barber |
| JamNation                              | D. McKayle                                                                            | C. Dobrian, K. Akagi, L. Armstrong, C. Parker, D. Ellington, A.C. Jobin, D. Reinhart, S. Grapelli, J. Johnson                          |
| La Bayadère (Atti II)                  | M. Petipa, staged by M. Stavitskaya                                                   | L. Minkus |
| Land Beyond Horizons                   | H. Garza                                                                              | T. Bell |
| La Sylphide                            | A. Bournonville, staged by Z. Dubrovskaya, S. Kozadeyev                               | H. Lovenskjold |
| La Vivandiere                          | A. Saint-Leon, staged by P. Renzetti                                                  | C. Pugni |
| Le Beau Danube                         | L. Massine, staged by G. Verdak                                                       | J. Strauss II |
| Le Spectre de la Rose                  | M. Fokine, staged by T. Armour                                                        | C. Von Weber |
| Light/The Holocaust & Humanity Project | Stephen Mills                                                                         | Steve Reich (Tehillim), Evelyn Glennie (Rhythm Song), Michael Gordon (Weather), Arvo Pärt (Tabula Rasa), Philip Glass (Tirol Concerto) |
| The Little Mermaid (balletto)          | Lynne Taylor-Corbett                                                                  | Michael Moricz |
| Masquerade Suite                       | M. Fredmann                                                                           | A. Khatchaturian |
| A Midsummer Night's Dream              | C. Wheeldon                                                                           | F. Mendlessohn |
| Miraculous Mandarin                    | S. Kozadayev                                                                          | B. Bartok |
| Mon Dieu (solo)                        | M. Fredmann                                                                           | Sung by Edith Piaf |
| Nine Sinatra Songs                     | T. Tharp, staged by S. Washington                                                     | Songs recorded by F. Sinatra |
| Lo schiaccianoci (2 Acts)              | M. Fredmann, Additional Choreography by S. Brown, staged by L. Travaglia and S. Brown | P.I. Tchaikovsky |
| Of Blessed Memory                      | S. Welch                                                                              | J. Cantaloube |
| Picture of Sedalia                     | P. Pucci                                                                              | S. Joplin |
| Peter Pan                              | G. Conzales/ A. Thompson                                                              | L. Delibes |
| Peter Pan                              | Michael Pink                                                                          | Philip Feeney |
| Petite Mort                            | Jiří Kylián                                                                           | W. A. Mozart |
| Pounds and Stomps                      | D. Varone                                                                             | Songs by the Yardbirds |
| Rachmaninov Second                     | K. Uralsky                                                                            | S. Rachmaninov |
| Rajmonda (Act III)                     | M. Petipa, staged by M. Stavitskaya                                                   | A. Glazunov |
| Ricordanza                             | M. Fredmann                                                                           | F. Liszt |
| La sagra della primavera               | Glen Tetley                                                                           | Igor Stravinsky |
| Talisman (pas de deux)                 | M. Petipa                                                                             | R. Drigo |
| Theme and Variations                   | George Balanchine                                                                     | P.I. Tchaikovsky |
| Things Left Unsaid                     | A. Seiwert                                                                            | F. Mendelson |
| The River                              | A. Ailey, staged by M. Chaya                                                          | D. Ellington |
| Rodeo                                  | A. de Mille, staged by P. Sutherland                                                  | A. Copland |
| Romeo & Juliet (3 Acts)                | M. Fredmann                                                                           | S. Prokofiev |
| Rubies                                 | G. Balanchine, staged by B. Cook                                                      | I. Stravinsky |
| Sachertorte                            | M. Fredmann                                                                           | Strauss Family |
| Second Exposure                        | D. Grand Moultrie                                                                     | R. Romaneiro |
| Serenade                               | G. Balanchine, staged by P. Neary                                                     | P.I. Tchaikovsky |
| Silent Woods (pas de deux)             | M. Fredmann                                                                           | A. Dvorak |
| The Sleeping Beauty                    | Marius Petipa, staged by M. Daukayev, J. Labsan                                       | P.I. Tchaikovsky |
| Size Nine Spirit                       | P. Pucci                                                                              | B. Goodman |
| Soul of Porcelain                      | O. Messina                                                                            | P.I. Tchaikovsky |
| Stars and Stripes                      | G. Balanchine, staged by B. Cook                                                      | J.P. Sousa |
| Il lago dei cigni (4 Acts)             | M. Petipa/L. Ivanov, staged by S. Kozadayev, Z. Dubroskaya, A. McKerrow, & J. Gardner | P.I. Tchaikovsky |
| Traveling Alone                        | A. Seiwert                                                                            | M. Richter |
| Theme and Variations                   | G. Balanchine, staged by P. Neary                                                     | P.I. Tchaikovsky |
| Troy Game                              | R. North, staged by J. Moss                                                           | B. Downes |
| Vital Sensations                       | D. Moultrie                                                                           | Puente, Sidestepper, R. Size/ Reprazent                                                                                                |
| Western Symphony                       | G. Balanchine, staged by B. Cook                                                      | H. Kay |
| When the Lad for Longing Sighs         | M. Fredmann, J. Levinson                                                              | G. Butterworth |
| Where the Wild Things Are              | S. Webre                                                                              | R. Woolf |
| Who Cares?                             | G. Balanchine, staged by J. Fugate                                                    | G. Gershwin |
| Wingborne                              | L. Houlton                                                                            | A. Dvorak |
| Winter Moons                           | P. Tate                                                                               | J. Tate |
| Without Words                          | T. Shimazaki                                                                          | T. Kako, R. Eno, L.M. Gottschalk, F. Mendlessohn                                                                                       |
| Yes, Virginia, Another Piano Ballet    | P. Anastos                                                                            | F. Chopin |

## Accademia
L'Accademia del Colorado Ballet è la scuola ufficiale della Colorado Ballet Company, con sede a Denver, CO. L'Accademia offre corsi di formazione per studenti di età compresa tra 1½ fino all'età adulta, da principianti fino ai professionisti.
L'Accademia inizia ad insegnare agli studenti di età compresa tra i 3 e i 6 anni danza creativa e pre-balletto, due classi che gettano le basi per un ulteriore studio di danza classica.
Cominciando dall'età di sette anni, gli studenti sono collocati nel Livello 1 e avanzamo secondo l'età, l'esperienza e la capacità. Il curriculum dell'Accademia è stato progettato per guidare gli studenti dalla loro prima introduzione all'arte fino ad un ciclo completo di studi di balletto. Durante il periodo da loro trascorso alla Colorado Ballet Academy, gli studenti prendono lezioni di tecnica, lavoro sulle punte, pas de deux, danza moderna, jazz, oltre a corsi di condizionamento fondamentali.
Il Metodo progettato dalla Colorado Ballet Academy segue una sequenza strutturata di stadi di formazione destinati ad aumentare competenze tecniche dello studente, la resistenza e la disciplina in funzione della loro età e lo sviluppo fisico.
Gli studenti dell'Accademia si esibiscono in spettacoli dimostrativi, come nei balletti professionali del Colorado Ballet, comprese le produzioni annuali de Lo schiaccianoci. L'Accademia si trova nel centro di Denver.

## Impegno in Formazione e Comunità
L'Educazione del Colorado Ballet ed il reparto per l'Impegno in Comunità sono al servizio di chi ne ha bisogno, studenti, insegnanti, famiglie, persone con disabilità e gli allievi della formazione permanente in Colorado. I programmi di sensibilizzazione del Colorado Ballet creano più di 30.000 contatti ogni anno in 225 scuole/organizzazioni.
L'Educazione e la Sensibilizzazione comprendono:
- Programmi dopo scuola
- Esecuzioni nella scuola
- Lo Studente e le esecuzioni in comunità
- Materiali di studio e guide di attività
- Educazione degli adulti
- Apprezzamento dell'Educatore e Sviluppo Professionale
- Laboratori scolastici: Danza Tecnica & Integrazione artistica

### Programmi
Be Beautiful Be Yourself - Basato sul programma "Adaptive Dance" del Boston Ballet e sostenuto dal Centro Anna e John J. Sie per la Sindrome di Down presso l'ospedale per bambini del Colorado e la Fondazione Globale Sindrome di Down, il programma di danza Be Beautiful Be Yourself prevede 10 corsi di ballo settimanali a dieci bambini di 5-9 anni, con la sindrome di Down.
5 x 5 Project - Il progetto 5 X 5 è l'Ufficio del Sindaco per l'Educazione e il programma per bambini progettato per offrire a famiglie avvantaggiate l'opportunità di dare ai loro figli cinque esperienze culturali dall'età di cinque anni. Il Colorado Ballet è stato una organizzazione che ha collaborato a questo programma per quattro anni.
Leap N Learn (in precedenza Danza Rinascimentale) - Leap N Learn è una residenza dopo scuola che dura 10-15 settimane, le lezioni si concentrano sul movimento creativo e sul balletto. Gli studenti studiano una varietà di concetti di danza mentre si lavora sulla consapevolezza spaziale, la soluzione dei problemi, e il rafforzamento del corpo e della mente. Il programma culmina con uno spettacolo per i genitori, la scuola e la comunità.
Rhythm and Grace - Ritmo & Grazia è un adattamento del modello di Dance for PD®, riconosciuto a livello nazionale, creato dal Mark Morris Dance Group e dal Brooklyn Parkinson Group. Questo modello nazionale è offerto in più di 40 comunità negli Stati Uniti e in Europa. L'Associazione Parkinson delle Montagne Rocciose è la prima organizzazione del Colorado, dedicata al Parkinson, a portare questo metodo di terapia fisica, focalizzato sul ballo, alla comunità di Denver. Fin dalla sua nascita nel settembre 2011, circa 50 persone con il morbo di Parkinson hanno partecipato al programma.
Laboratori scolastici, gruppi e gite - Il Dipartimento del Colorado Ballet dell'educazione e sensibilizzazione offre laboratori scolastici e gruppi che insegnano agli studenti la danza. Inoltre, il reparto offre agli studenti biglietti scontati per la prova generale professionale finale della Compagnia di alcuni spettacoli selezionati ad ogni stagione.